# Championnat d'Union soviétique de football 1961
Navigation
Saison 1960 Saison 1962
La saison 1961 de Klass A est la 23e édition du championnat de première division en Union soviétique. Vingt-deux clubs sont regroupés en deux poules où les équipes se rencontrent deux fois, à domicile et à l'extérieur. À la fin de cette première phase, les cinq premiers jouent une poule pour le titre, les autres formations jouent une poule de classement, qui condamne le dernier à être relégué et remplacé par le champion de deuxième division.
C'est le club du Dynamo Kiev qui remporte le championnat après avoir terminé en tête de la poule pour le titre, avec quatre points d'avance sur le tenant du titre, le Torpedo Moscou et cinq sur le Spartak Moscou. Il s'agit du tout premier titre de champion d'Union soviétique de l'histoire du club, mais aussi la première fois qu'un club hors de Moscou remporte le titre national.
Le club de Krylia Sovetov Kouïbychev ne prend pas part au championnat et est remplacé par le Troud Voronej.

## Clubs participants
- Promu de deuxième division

| Club                         | Présent depuis | Classement 1960  | Entraîneur                                                                         |
| ---------------------------- | -------------- | ---------------- | ---------------------------------------------------------------------------------- |
| Torpedo Moscou               | 1938           | 1er              | Viktor Maslov                                                                      |
| Dynamo Kiev                  | 1936           | 2e               | Viatcheslav Soloviov                                                               |
| Dinamo Moscou                | 1936           | 3e               | Vsevolod Blinkov (en)                                                              |
| SKA Rostov                   | 1959           | 4e               | Piotr Chtcherbatenko (ru)                                                          |
| Lokomotiv Moscou             | 1952           | 5e               | Nikolaï Morozov                                                                    |
| CSKA Moscou                  | 1954           | 6e               | Konstantin Beskov                                                                  |
| Spartak Moscou               | 1936           | 7e               | Nikita Simonian                                                                    |
| Dinamo Tbilissi              | 1936           | 8e               | Andreï Jordania (ru)                                                               |
| Spartak Erevan               | 1960           | 9e               | Haïk Andriasian (ru) (jusqu'en juillet 1961) Anatoli Akimov (en) (après août 1961) |
| Admiralteïets Léningrad (ru) | 1960           | 10e              | Nikolaï Lioukchinov (en)                                                           |
| Belarus Minsk                | 1960           | 11e              | Viktor Novikov (ru)                                                                |
| Daugava Riga                 | 1960           | 12e              | Piotr Stoupakov (ru)                                                               |
| Avangard Kharkov             | 1960           | 13e              | Vitali Zoub (ru)                                                                   |
| Pakhtakor Tachkent           | 1960           | 14e              | Aleksandr Keller (ru)                                                              |
| Zénith Léningrad             | 1938           | 15e              | Ievgueni Ieliseïev                                                                 |
| Chakhtior Stalino            | 1955           | 17e              | Oleg Ochenkov                                                                      |
| Kaïrat Almaty                | 1960           | 18e              | Nikolaï Glebov (ru)                                                                |
| Kalev Tallinn                | 1960           | 19e              | Inconnu                                                                            |
| Spartak Vilnius              | 1960           | 20e              | Gueorgui Glazkov                                                                   |
| Neftianik Bakou              | 1960           | 21e              | Boris Arkadiev                                                                     |
| Moldova Kichinev             | 1956           | 22e              | Vassili Sokolov                                                                    |
| Troud Voronej                | 1961           | 1er (D2, Russie) | German Zonine (jusqu'en juin 1961) Viktor Belov (en) (après juin 1961)             |

## Compétition
Le barème de points servant à établir tous les classements se décompose ainsi :
- Victoire : 2 points
- Match nul : 1 point
- Défaite : 0 point